# Jean Murat
Jean Murat (13 de julio de 1888 – 4 de enero de 1968) fue un actor cinematográfico de nacionalidad francesa. 

## Biografía
Nacido en Périgueux, Francia, estuvo casado con la actriz Annabella. Cursó estudios en Périgueux, Rennes, y en Indochina, y durante la Primera Guerra Mundial se distinguió en la aviación.
Inició su carrera profesional trabajando como corresponsal en Berlín de un periódico francés, y su debut en el cine, en buena medida por el azar, fue interpretando a un «bello militar», un papel que repetiría a lo largo de buena parte de su trayectoria.
Jean Murat también hizo papeles antipáticos en la época del cine mudo, como en Galerie des monstres, de Jaque Catelain (1924), o Carmen, de Jacques Feyder (1926). Sin embargo, la llegada del sonoro permitió que el público conociera su voz, bella y grave. Arquetipo del seductor deportivo, del militar y del hombre de honor, consiguió un gran éxito con el film La nuit est à nous, de Roger Lion (1929).
Pasados los cuarenta años de edad Jean Murat no podía ya encarnar sus primeros papeles de jóvenes personajes, por lo que hubo de centrarse en papeles de reparto.
De entre su filmografía destacan los filmes La kermesse heroica de Jacques Feyder, Si Versailles m'était conté de Sacha Guitry, Les Grandes Familles de Denys de La Patellière y Les Misérables de Jean-Paul Le Chanois.
Jean Murat falleció en Aix-en-Provence, a causa de un infarto agudo de miocardio, en 1968. Fue enterrado en el Cementerio Saint-Pierre de Aix-en-Provence.

## Filmografía

### Cine mudo
| - 1918 : Mothers of men, de Édouard José - 1920 : Expiation, de Fred Niblo - 1922 : L'Autre aile, de Henri Andréani - 1922 : La Sirène de pierre, de Roger Lion y Virginia de Castro - 1923 : Les Yeux de l'âme, de Roger Lion - 1924 : Souvent femme varie, de Jean Legrand - 1924 : La Fontaine des amours, de Roger Lion - 1924 : La Galerie des monstres, de Jaque Catelain - 1924 : Nostalgie, de Genaro Righelli - 1925 : Le Stigmate, de Louis Feuillade - 1925 : Les Fiançailles rouges, de Roger Lion - 1925 : Le Roi de la pédale, de Maurice Champreux - 1926 : Carmen, de Jacques Feyder - 1926 : La Proie du vent, de René Clair - 1927 : Duel, de Jacques de Baroncelli | - 1927 : Der anwalt des Herzens, de William Thiele - 1927 : Valencia, de Jaap Speyer - 1928 : L'Équipage, de Maurice Tourneur - 1928 : L'Eau du Nil, de Marcel Vandal - 1928 : Flucht aus der hölle, de Georg Asagaroff - 1928 : Le Looping de la mort, de Arthur Robison - 1928 : La Grande Épreuve, de Alexandre Ryder - 1929 : L'As de pique, de Rudolph Meinert - 1929 : L'Évadée, de Henri Menessier - 1929 : Masken, de Rudolph Meinert - 1929 : Broadcasting, de André Berthomieu - 1929 : La Divine Croisière, de Julien Duvivier - 1929 : Vénus, de Louis Mercanton - 1929 : La nuit est à nous, de Henry Roussell y Carl Froelich |

### Cine sonoro
| - 1930 : La Femme d'une nuit, de Marcel L'Herbier - 1930 : La Folle aventure, de André-Paul Antoine y Carl Froelich - 1930 : Soixante-dix-sept rue Chalgrin, de Albert de Courville - 1930 : Barcarolle d'amour, de Henry Roussell - 1931 : Un trou dans le mur, de René Barberis - 1931 : Dactylo, de Wilhelm Thiele - 1931 : I.F.1 ne répond plus, de Karl Hartl - 1931 : Le Capitaine Craddock, de Hanns Schwarz y Max de vaucorbeil - 1931 : Paris-Méditerranée, de Joe May - 1932 : Le Dernier choc, de Jacques de Baroncelli - 1932 : Le Vainqueur, de Hans Heinrich - 1932 : Mademoiselle Josette, ma femme, de André Berthomieu - 1932 : Stupéfiants, de Kurt Gerron - 1933 : L'Homme à l'Hispano, de Jean Epstein - 1933 : La Châtelaine du Liban, de Jean Epstein - 1933 : Toi que j'adore, de Géza von Bolváry - 1933 : Un certain M. Grant, de Gerhardt Lebon - 1934 : Dactylo se marie, de René Pujol y Joe May - 1934 : Le Secret des Woronzeff, de Arthur Robison - 1935 : L'Équipage, de Anatole Litvak - 1935 : Deuxième Bureau, de Pierre Billon - 1935 : La kermesse heroica, de Jacques Feyder - 1935 : La Sonnette d'alarme, de Christian-Jaque - 1936 : Anne-Marie, de Raymond Bernard - 1936 : L'Homme à abattre, de Léon Mathot - 1936 : La Guerre des gosses, de Jacques Daroy - 1936 : Les Mutinés de l'Elseneur, de Pierre Chenal - 1937 : Aloha, le chant des îles, de Léon Mathot - 1937 : Nuits de princes, de Vladimir Strichewsky - 1937 : Troïka sur la piste blanche, de Jean Dréville - 1938 : J'étais une aventurière, de Raymond Bernard - 1939 : Le Capitaine Benoît, de Maurice Cammage - 1939 : Le Père Lebonnard, de Jean de Limur - 1941 : Les Hommes sans peur, de Yvan Noé - 1941 : Mademoiselle Swing, de Richard Pottier | - 1941 : Six petites filles en blanc, de Yvan Noé - 1942 : La Chèvre d'or, de René Barberis - 1942 : La Femme perdue, de Jean Choux - 1943 : L'Éternel Retour, de Jean Delannoy - 1945 : Christine se marie, de René Le Hénaff - 1946 : Chemins sans loi, de Gaston Radot - 1947 : Bethsabée, de Léonide Moguy - 1948 : Bagarres, de Henri Calef - 1950 : Les Aventuriers de l'air, de René Jayet - 1950 : On the Riviera, de Walter Lang - 1951 : Rich, young and pretty'', de Norman Taurog - 1953 : Alerte au Sud, de Jean Devaivre - 1953 : La Nuit est à nous, de Jean Stelli - 1953 : Le Grand Pavois, de Jack Pinoteau - 1953 : Le Guérisseur, de Yves Ciampi - 1953 : Si Versailles m'était conté, de Sacha Guitry - 1954 : Huis clos, de Jacqueline Audry - 1954 : Opération Tonnerre, de Gérard Sandoz - 1955 : Il mantello rosso, de Giuseppe-Maria Scotese - 1955 : L'Amant de lady Chatterley, de Marc Allégret - 1957 : Trois de la marine, de Maurice de Canonge - 1957 : Ces dames préfèrent le mambo, de Bernard Borderie - 1957 : Der Fuchs von Paris, de Paul May - 1957 : Paris clandestin, de Walter Kapps - 1958 : Les Misérables, de Jean-Paul Le Chanois - 1958 : Paris holiday, de Gerd Oswald - 1958 : Auferstehung, de Rolf Hansen - 1958 : Les Grandes Familles, de Denys de La Patellière - 1959 : Le vent se lève, de Yves Ciampi - 1960 : Il piaceri del sabato notte, de Daniele d'Anza - 1960 : It Happened in Athens, de Andrew Marton - 1961 : Les Sept Péchés capitaux, episodio L'Envie, de Édouard Molinaro - 1964 : Il ponte del sospiri, de Piero Pierotti y Carlo Campogalliani. |